# Вальденбург (Баден-Вюртемберг)
Вальденбург (нім. Waldenburg) — місто в Німеччині, знаходиться в землі Баден-Вюртемберг. Підпорядковується адміністративному округу Штутгарт. Входить до складу району Гоенлое.
Площа — 31,55 км2. Населення становить 3025 ос. (станом на 31 грудня 2020).